# د هویلند گاوست

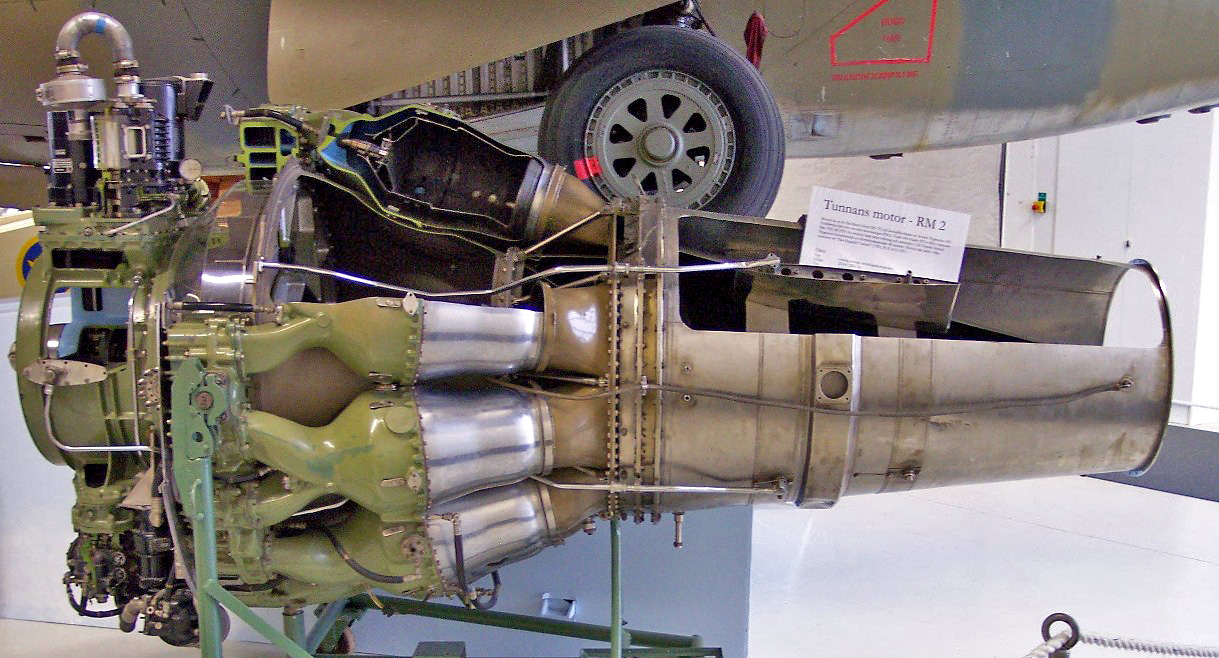
یک موتور د هویلند گاوست ساخت سوئد

د هویلند گاوست (به انگلیسی: de Havilland Ghost) با نام اصلی هالفورد اچ-۲ (به انگلیسی: Halford H-2) دومین موتور توربوجت و اولین موتور توربین گازی جهان است که توسط شرکت د هویلند طراحی شده است. این موتور به منظور استفاده در هواپیماهای شرکت هواپیمایی خارجه انگلستان (BOAC) تولید شده بود.
این موتور در واقع یک توسعه‌ی گسترده از موتورهای «د هویلند گوبلین» (یا هالفورد اچ-۱) بود که به تولید هواپیماهای «د هویلند ونوم»، «د هویلند کامت» و «ساب ۲۹ تونان» کمک کرد.
در ۲۳ مارس ۱۹۴۸، جان کانینگهام (افسر نیروی هوایی سلطنتی بریتانیا) یک مدل اصلاح‌شده از هواپیمای «ومپایر» را به پرواز درآورد که بال‌های آن مجهز به موتورهای گاوست بود. او با این پرواز توانست به بیشترین رکورد ارتفاع پرواز تا آن زمان، یعنی ۱۸,۱۱۹ متر (۵۹,۴۴۶ فوت) دست یابد.

## هواگردهای مجهز به این موتور

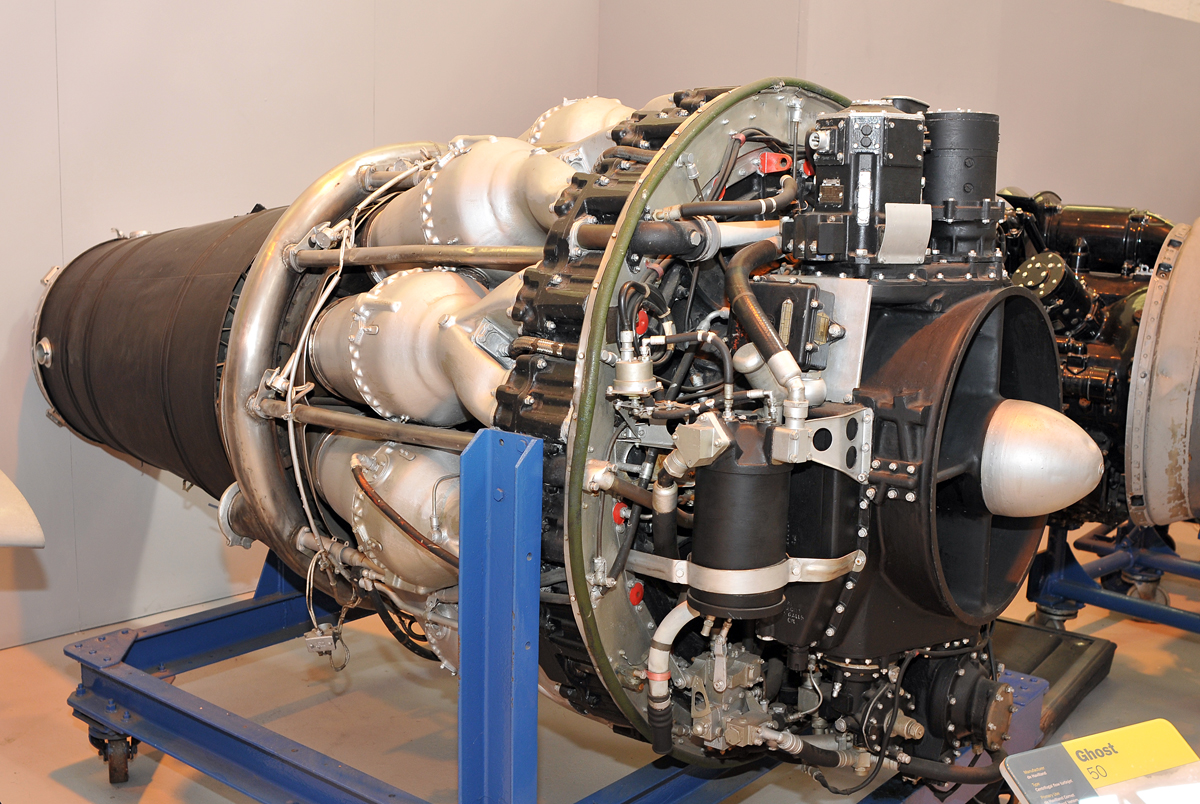
یک موتور د هویلند گاوست ۵۰ در موزه نیروی هوایی سلطنتی بریتانیا

- د هویلند کامت
- د هویلند ونوم
- د هویلند ونوم دریایی
- آورو لنکسترین
- کرواسدر (قایق تندرو)
- ساب تونان

## مشخصات (گاوست ۵۰)

### ویژگی های عمومی
نوع: توربوجت
طول: ۱۲۱ اینچ
قطر: ۵۳ اینچ
وزن: ۲۲۱۸ پوند

### اجزاء
کمپرسور: جریان گریز از مرکز تک مرحله‌ای
احتراق: ۱۰ اتاق
توربین: تک مرحله
نوع سوخت: نفت سفید

### کارایی
حداکثر محرک: ۵۰۰۰ پوند-نیرو در ۱۰۲۵۰ دور بر دقیقه
نسبت کل فشار: ۴.۶
مصرف سوخت خاص: ۱,۰۲ پوند بر ساعت
نسبت توان به وزن: